# Adriaan van der Hoop jrsz.
Adriaan van der Hoop jrsz. (Rotterdam, 9 maart 1827 – Heusden, 13 februari 1863) was een Nederlands dichter, publicist en onderwijzer. Hij was de zoon van Adriaan van der Hoop jr.

## Biografie
Van der Hoop werd geboren in Rotterdam als zoon van Adriaan van der Hoop jr. en Dorothea Wilhelmina Engels. Hij verloor zijn beide ouders op jonge leeftijd; zijn vader in 1841 en zijn moeder in 1846. Op 13 september 1846, drie dagen na het overlijden van zijn moeder, werd hij ingeschreven als student aan de Universiteit Leiden. Zijn eerste verblijf aldaar leverde weinig resultaat op; hij zette zijn studie rechten voort in het rustiger Den Briel. Een tweede poging tot studie in Leiden eindigde evenmin succesvol. Hierna vertrok hij naar Kaap de Goede Hoop, waar hij enige tijd werkzaam was als docent.
Na zijn terugkeer in Nederland bleek dat de ervaringen in het buitenland hem niet wezenlijk hadden veranderd. Hij overleed te Heusden in 1863 en werd aldaar begraven.

### Werken

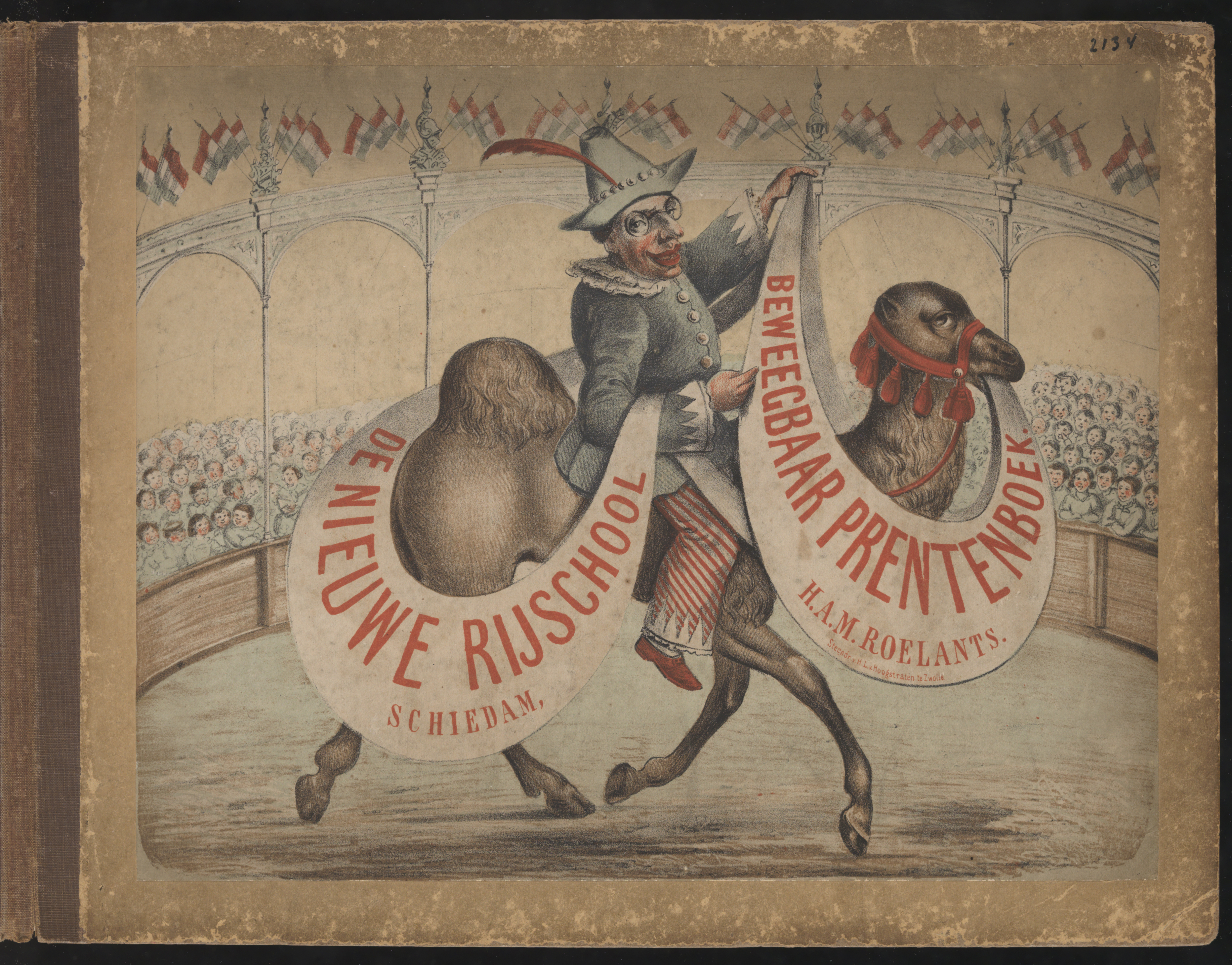
De nieuwe rijschool, door Adriaan van der Hoop jrsz.

Van der Hoop liet een omvangrijk oeuvre na, onder meer bestaande uit poëzie, pamfletten en kinderboeken. Hij publiceerde onder meer Roepstem aan Beweldadigden (Amsterdam, 1850), Twaalf Daguerréotypen (Leiden, 1851; derde druk Schiedam, 1853), en Geen Aalmoes. Dichtregelen ten voordeele van de betrekkingen der verongelukten te Hellevoetsluis ('s-Gravenhage, 1852).
Andere opmerkelijke werken zijn onder meer De Blindgeborene (1854), geschreven naar aanleiding van het gedicht 'De Blinde' van de Vlaamse dichter Jan Van Beers, De nieuwe rijschool : een beweegbaar prentenboek met rijmen (1856), Kinderpoëzij. Mijmeringen en Lessen uit het Kinderleven, en De Dierenvriend, een dichtbundel voor jonge kinderen die in 1866 zijn derde druk beleefde. Hij schreef tevens toneelwerken, waaronder De Goudmaker (Schiedam, 1856), en leverde bijdragen aan bundels zoals Voorjaarsrente, een bloemlezing uit de Leidse studentenalmanakken van 1842-1853.
Van der Hoop had een voorliefde voor het uiten van zijn standpunten in de vorm van gedichten en polemische teksten. Voorbeelden hiervan zijn Gekrenkt Eergevoel, een kreet van verontwaardiging na het lezen van de Franse Moniteur (1853) en Leve Vader Bilderdijk! een kreet van verontwaardiging, nà het verhandelde op het vierde Nederlandsch Taal- en Letterkundig Congres, gehouden op Vrijdag den 22sten September 1854 (1854).
Zijn literaire productie omvat verder bijdragen aan het jaarboekje Daphné: Nederlandsche poezij, waarvan hij enige tijd redacteur was.